# Muhsin Musabah
Muhsin Musabah (en árabe: محسن مصباح فرج‎; Sharjah, Emiratos Árabes Unidos; 1 de octubre de 1964) es un exfutbolista de Emiratos Árabes Unidos que jugaba en la posición de guardameta.

## Carrera

### Club
Jugó toda su carrera con el Sarja FC con quien disputó 678 partidos entre 1984 y 2002, fue campeón nacional en tres ocasiones y ganó cuatro copas nacionales.

### Selección nacional
Jugó para Emiratos Árabes Unidos en 107 partidos entre 1988 y 1999, participó en la Copa Mundial de Fútbol de 1990, en tres ediciones de la Copa Asiática, los Juegos Asiáticos de 1994 y en la Copa FIFA Confederaciones 1997. Actualmente es considerado como el mejor portero que haya jugado con la selección nacional.

## Logros
- UAE Pro League: 3

1986–87, 1988–89, 1993–94, 1995–96
- División 1 de EAU: 1

1992-93
- Copa Presidente de Emiratos Árabes Unidos: 3

1990–91, 1994–95, 1997–98
- Supercopa de los Emiratos Árabes Unidos: 1

1994